# Dominikánský kostel (Košice)
Dominikánský kostel (nebo také kostel Nanebevzetí Panny Marie) je kostel na Dominikánském náměstí v městské části Staré Mesto v Košicích. Je to zároveň nejstarší dochovaná stavba v Košicích a nejstarší kostel ve městě.

## Historie
Zatímco mnohé řeholní řády zakládaly kláštery v odlehlých oblastech, aby mniši nebyli rušeni ve svém rozjímání okolím, dominikáni již ve 13. století umísťovali své kostely a kláštery zásadně ve městech. Charakteristickým rysem těchto mnichů nebyl odchod do ústraní, ale jejich výchova v aktivní kazatele, kteří následovali odkaz svatého Dominika. Dominikáni patří k tzv. žebravým řádům, žijícím z almužen. S tím souviselo i umístění jejich sídla ve městě. Zpravidla je nestavěli na centrálním náměstí, ale vždy na okraji města v blízkosti hradeb.
O působení dominikánů svědčí košický dominikánský kostel, který byl tímto řádem postaven kolem roku 1290. První písemná zpráva o něm je z roku 1303. Tehdejší stavba však není totožná se současnou, ani její podoba nepochází z tohoto období. Obsahuje však dochované architektonické prvky, které pocházejí z této doby. Patří k nim hlavice opěrných pilířů, které původně podpíraly středověkou klenbu. U kostela vznikl klášter, škola ze 14. století a slavná iluminátorská dílna světového významu.
V době svého usazení v Košicích vlastnili dominikáni velkou část dnešního Dominikánského náměstí. V roce 1336 uzavřeli s městem Košice smlouvu, podle níž ve prospěch města odstoupili tři kroky z pozemku na východní straně náměstí, za což od města obdrželi šest set vozů kamene a sto vozů písku. Někteří odborníci se domnívají, že tento materiál byl použit i na stavbu věže dnešního dominikánského kostela.
Nejstarší částí kostela je románská loď. Původně měla úzká okna, která byla při barokní přestavbě zvětšena do dnešní podoby. Podle pravidel žebravých řádů je věž postavena na sever od spojení lodi a kněžiště.

## Požáry
Zásadní změnu v dějinách košických dominikánů znamenal ničivý požár, který tuto část města postihl 13. dubna 1556. Zničil tři čtvrtiny města, takže mniši nebyli schopni získat podporu od postižených měšťanů a jejich vlastní zdroje se ukázaly jako nedostatečné. Řád proto opustil Košice a stáhl se do Trnavy. Správu svého majetku svěřil městskému magistrátu. Roli přitom sehrála skutečnost, že do Košic stále více pronikala reformace, počet jejích přívrženců rostl a pozice dominikánů již nebyla tak silná jako kdysi.
Požárem zasažený klášter se okamžitě stal domovem městské chudiny, která neměla vlastní domov. To městským úřadům vadilo, a tak na jejich popud císař nabídl klášter i celý dominikánský komplex řádu svatého Pavla Poustevníka. Ten však po jeho přijetí neměl dostatek prostředků na rekonstrukci budov. Košická správa proto se souhlasem panovníka nechala opravit střechu kostela a zřídit městský sklad potravin. To vyvolalo dlouhotrvající spor mezi dominikány a Košicemi, který nečekaně vyřešil až další požár, a to v roce 1674.
16. prosince 1697 vydal císař Leopold I. rozkaz, podle kterého se měl dominikánský řád vrátit do Košic a vykonávat zde svou původní činnost. Tato podpora císaře nebyla v žádném případě náhodná. Dominikáni sehráli důležitou roli v protireformačním hnutí. K majetkovému vyrovnání však došlo až v roce 1699. V té době také začali s přestavbou kostela, kdy nahradili gotickou klenbu barokní, propojili sakristii s klášterem a vybudovali oratoř. Po 40 letech oprav byl kostel 4. srpna 1741 znovu vysvěcen. Byl zasvěcen Nanebevzetí Panny Marie. V té době byla zahájena stavba nového kláštera na Mäsiarské ulici, která byla s podporou města dokončena v roce 1767. V době socialismu v něm sídlila lidová škola umění. 
Další požár zasáhl kostel v roce 1846. Požár sice vypukl na opačné straně města na Čermeľské cestě, ale bouře zanesla létající hořící šindele až k dominikánskému kostelu. Poškodila věž a tři zvony, shořelo mnoho vzácných knih.

## 19. a 20. století
Později, během uherské revoluce za rakousko-uherské vyrovnání v letech 1848-1849, si kostel násilím přisvojila ruská armáda a udělala z něj sklad potravin.
V 70. letech 20. století objevili památkáři praskliny ve stropě. V roce 1982 proto postavili lešení a chtěli začít s rekonstrukcí, ale teprve tehdy údajně zjistili, že některé praskliny jsou falešné, tedy jen namalované, aby kostel vypadal ještě starší, než je. Jako by nestačilo, že jde o nejstarší církevní stavbu ve městě.
Na přelomu 19. a 20. století prošel klášter dalšími úpravami, přibyly i nové varhany. V roce 1903 byla věž kostela zvýšena na 68 metrů, takže byla o devět metrů vyšší než severní věž Dómu svaté Alžběty. V roce 1929 sem byl přenesen sloup Nejsvětější Trojice, který dříve stával na Piešťanské cestě.
Kromě hlavního oltáře zasvěceného Panně Marii má kostel čtyři boční oltáře. Vnitřní vybavení pochází převážně z 19. století. Výzkum na místě v roce 1979 byl spojen s odkrytím dekorativního okna s vyřezávanou kružbou v jižní stěně presbytáře. Okno překvapivě vyniká v poměrně skromné architektuře kostela a je významnou uměleckou památkou pocházející z poloviny 13. století. V roce 2006 proběhl v kostele historický a památkový průzkum a v roce 2014 rozsáhlá restaurace.

## Fresky
Na stěnách jsou fresky Stefana Vöröse z let 1750-1758. Strop vytváří iluzi, že kostel nemá střechu a my se díváme přímo do nebe. Umělec do fresek namaloval praskliny, aby navodil historickou atmosféru. Hlavní oltář zobrazuje Nanebevzetí Panny Marie. Z dalších oltářů je třeba zmínit oltář Růžencové Panny Marie, protože se traduje, že růženec vymyslel svatý Dominik, zakladatel řádu. Na obrazech jsou svatý Dominik, Kateřina Sienská nebo Tomáš Akvinský. Kostel láká turisty také svým podzemím, rozsáhlými sklepy a kryptami pod Dominikánským náměstím.

## Galerie

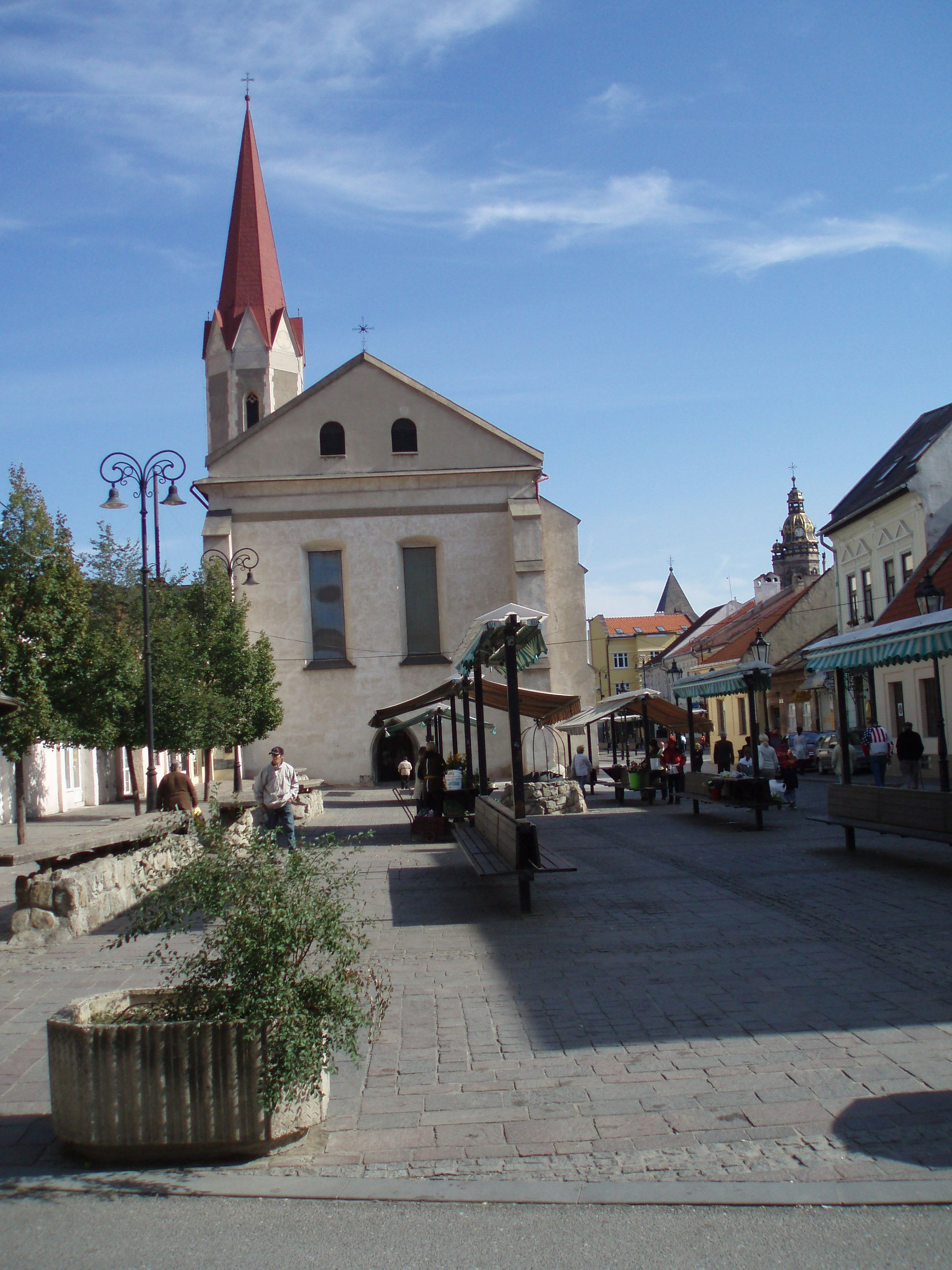
Pohled z Dominikánského náměstí
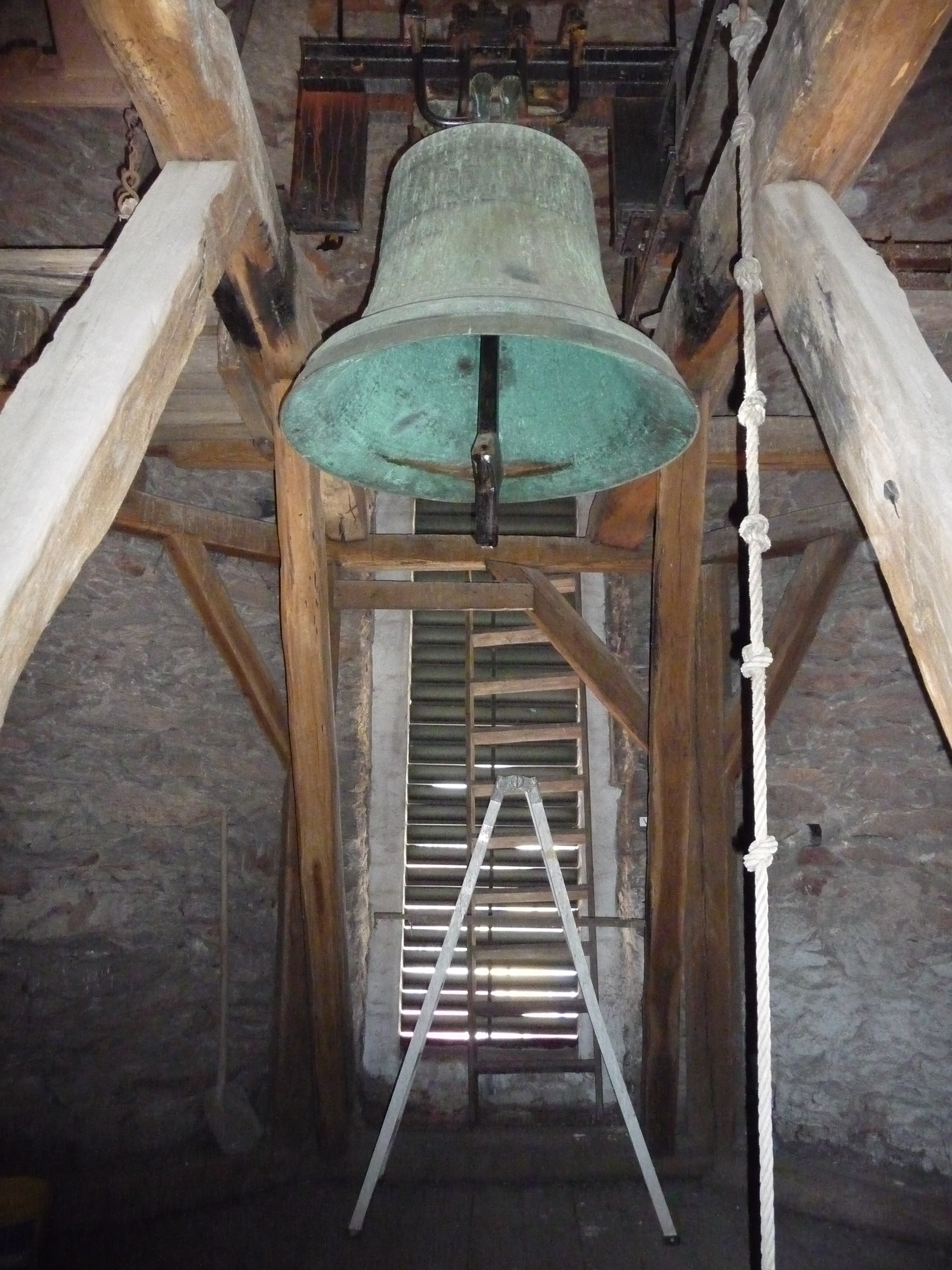
Zvon ve věži
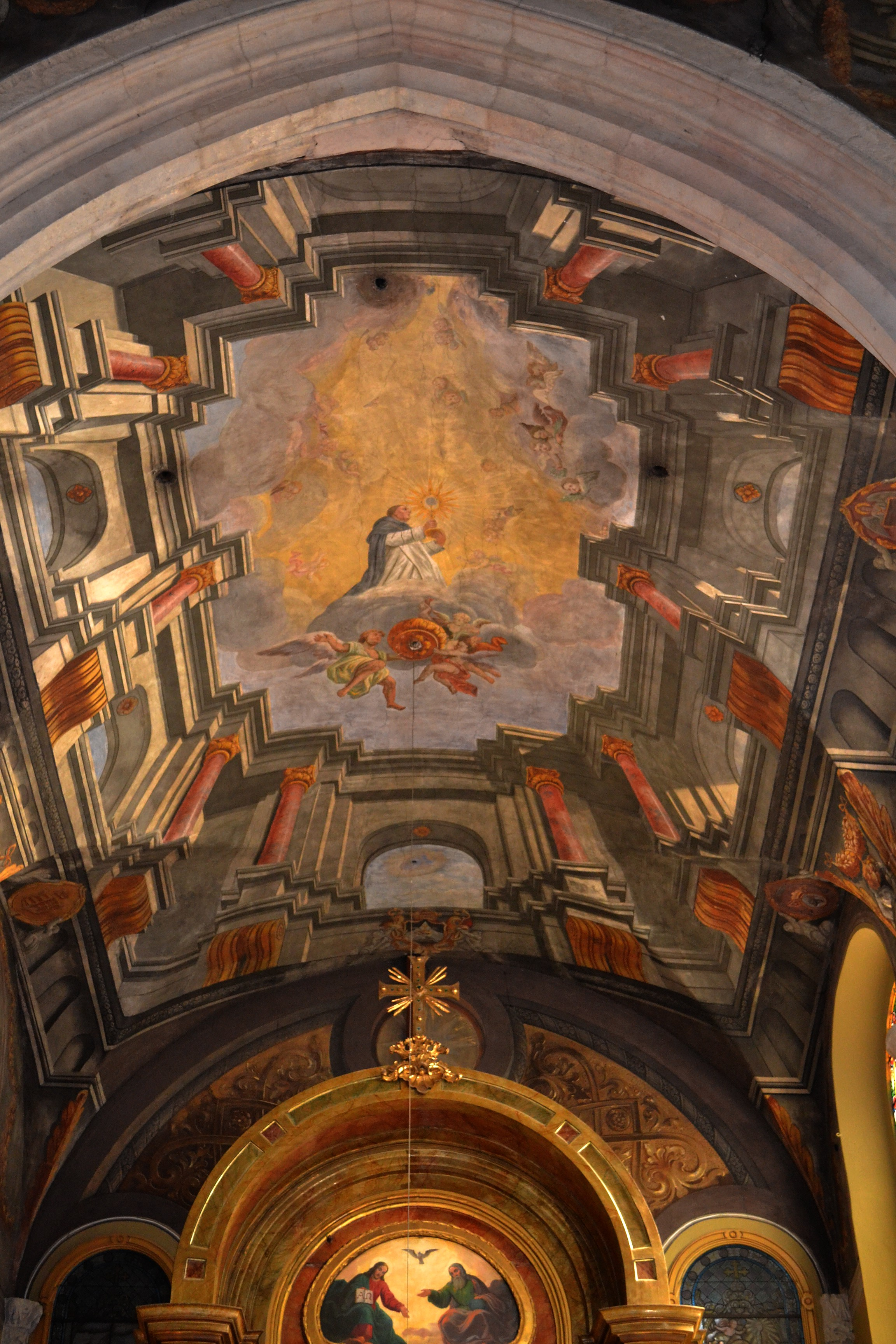
Nástropní freska
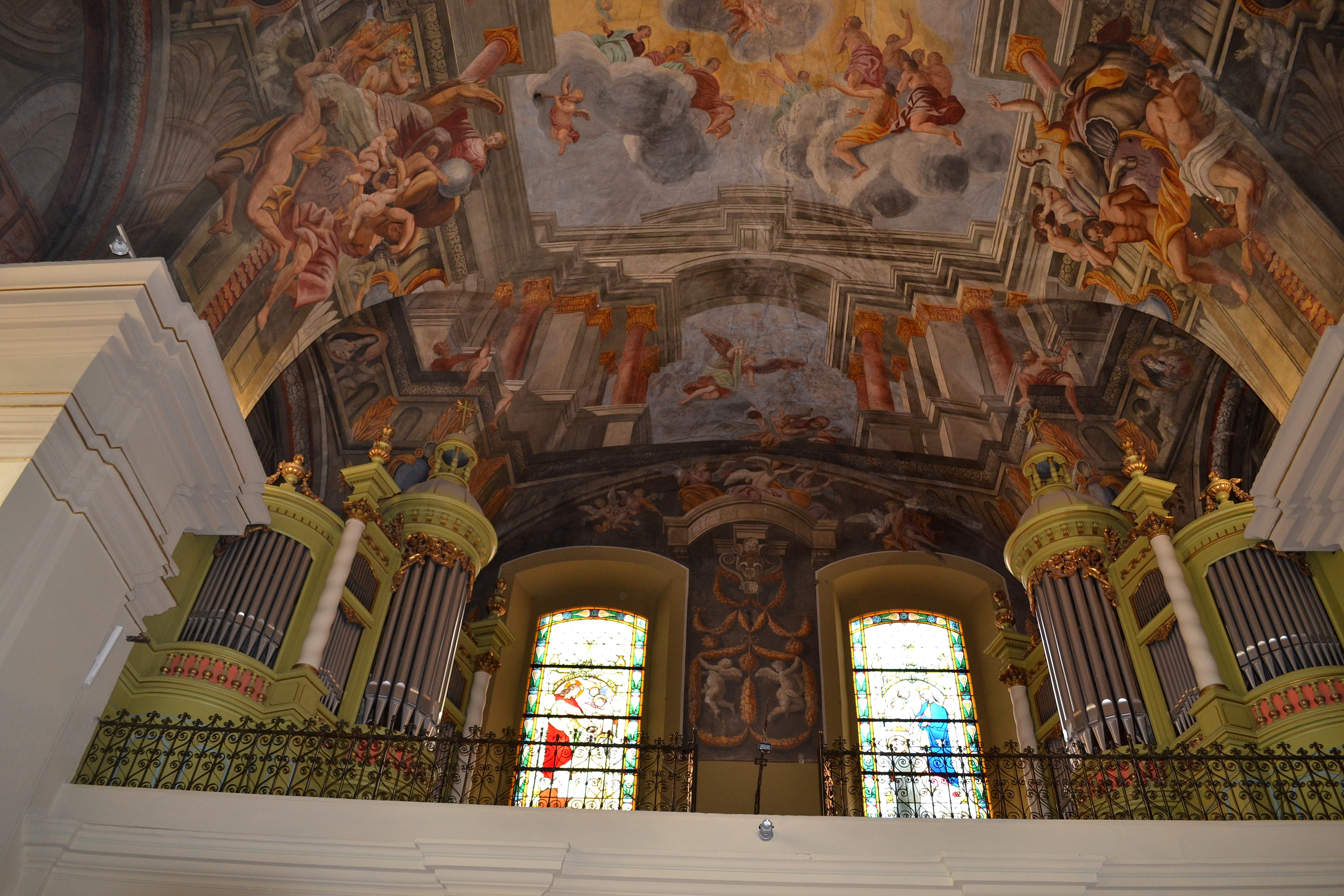
Varhanní empora
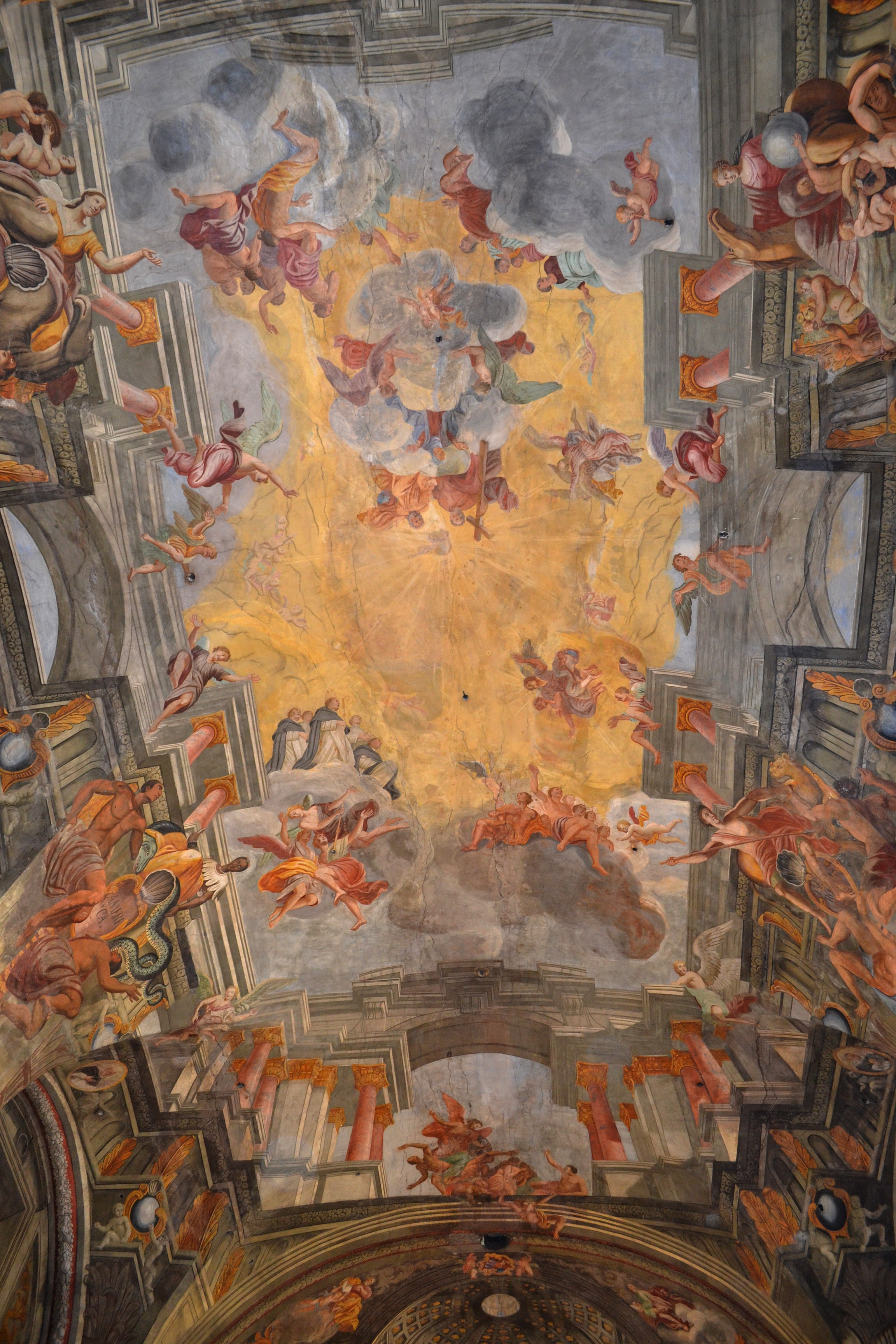
Nástropní freska
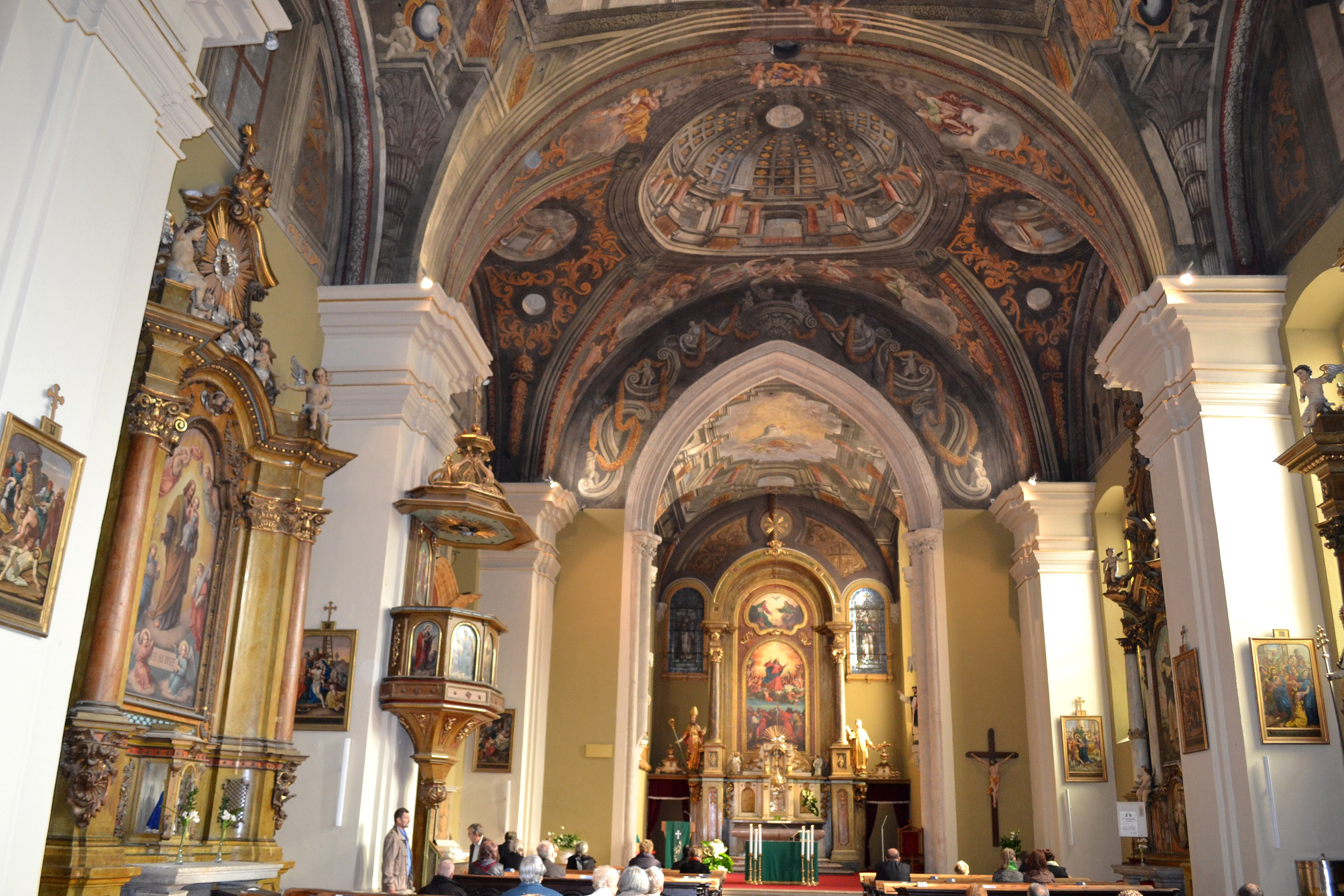
Interiér kostela
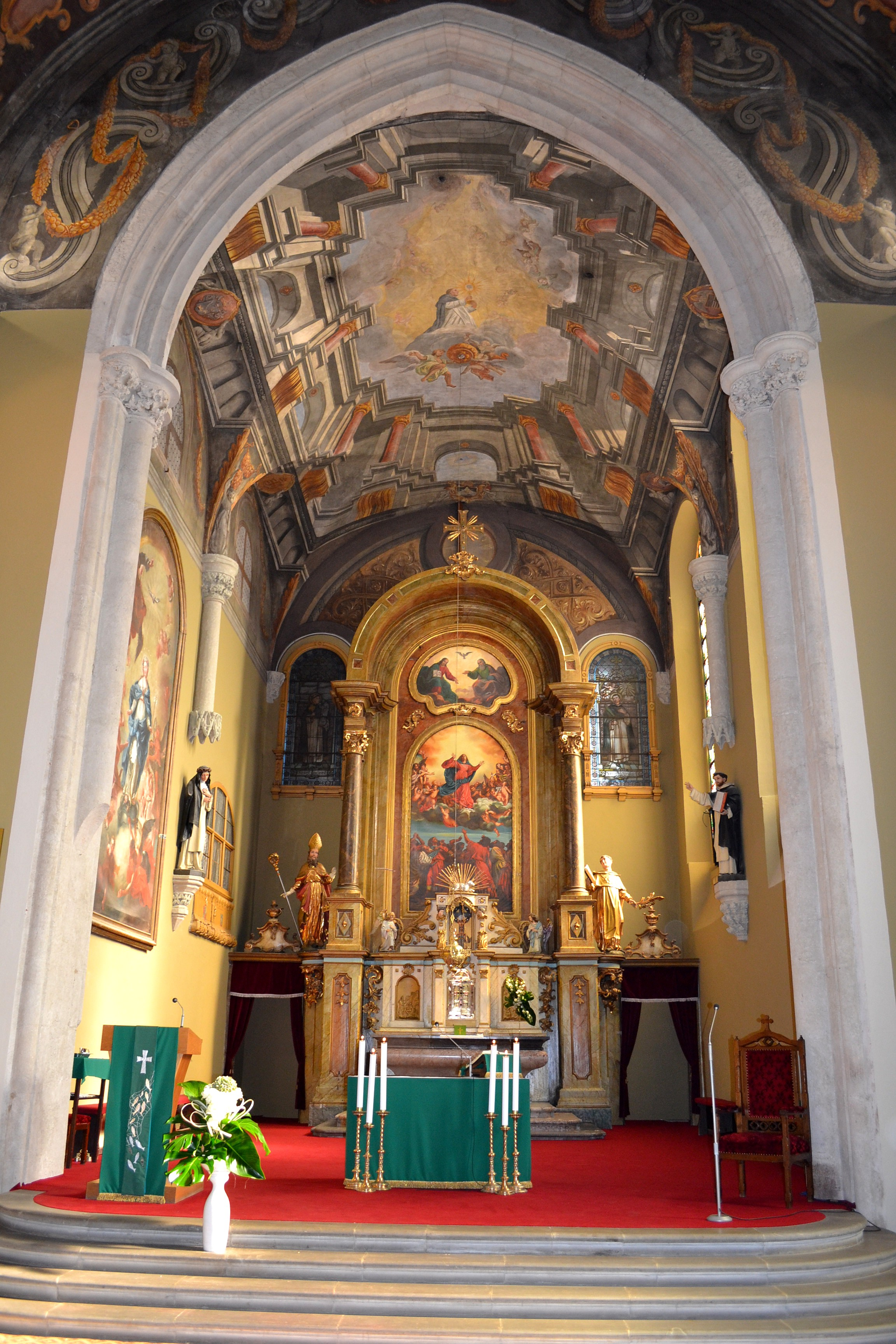
Pohled do presbytáře